# Sopot (Bulgaria)
Sopot (in bulgaro Сопот?) è un comune bulgaro situato nella Regione di Plovdiv di 11 679 abitanti (dati 2009). La sede comunale è nella località omonima.

## Località
Il comune è formato dall'insieme delle seguenti località:
- Sopot (sede comunale)
- Anevo